# کریگ کایل
کریگ کایل (انگلیسی: Craig Kyle؛ زادهٔ ۳ نوامبر ۱۹۷۱) نویسندهٔ مارول کامیکس است. او هم‌چنین تهیه‌کنندهٔ ثور بوده است.